# Verbo de ligação
Os verbos de ligação, verbos copulativos ou verbos relacionais não indicam ação, e sim uma qualidade, estado ou classificação. Estes verbos fazem a ligação entre dois termos: o sujeito e suas características (predicativo). Existem vários tipos de verbos de ligação: ser, estar, parecer, permanecer, ficar, continuar, tornar-se, virar (no sentido de "tornar-se"), andar (não no sentido de "caminhar" e sim no sentido de "por", "encontrar-se"; por exemplo, "João anda meio triste ultimamente"), ficar, encontrar-se, viver, etc.

## Exemplos de verbos de ligação
Ex:Os verbos de ligação indicam ação alguma por parte do sujeito, por isso são vazios de significado, indicando apenas estado, por isso também o núcleo do predicado não é o verbo mas sim o predicativo.
- Ser, estado permanente.

A estrofe: é a púrpura extrema,— Castro Alves, O Fantasma e a Canção
Força é pois ir buscar outro caminho!— Antero de Quental, A idéia
- Estar, permanecer etc, estado transitório. Exemplos:

A Amelinha está doente,— Olavo Bilac, O remédio
Ele andou pelas plagas da loucura,— Cruz e Souza, Ressurreição
- Tornar, ficar, mudança de estado. Exemplos:

A luta transmuda-se, tornando-se mais grave.— Euclides da Cunha, O Homem, O Homem/II
Ouvindo estas palavras, Mendonça ficou aturdido e mudo.— Machado de Assis, Helena, Capítulo XVI
- Continuar, permanecer, continuidade de estado.. Exemplos:

A festa de Maria Bárbara continuara sempre muito animada;— Aluísio Azevedo, O Mulato, Capítulo VIII
O aposento permanecia escuro.— Humberto de Campos, Os Olhos que Comiam Carne, O Monstro e outros Contos
- Parecer, semelhar (ou assemelhar-se), estado aparente. Exemplos:

Ontem a lua, ao nascer, pareceu-me que ia dar à luz um sol: tão avultada e prenhe jazia no horizonte.— Friedrich Nietzsche, Assim falou Zaratustra, Parte II
A casa grande semelhava uma cidadela fortificada.— Franklin Távora, O Matuto, Cap. XXI

## Observações
1) O verbo restar tem sido usado impropriamente como verbo de ligação, ou seja, acompanhado de predicativo. 
As construções 'resta provado, resta demonstrado, resta claro' não existem.
Restar deve ser usado como verbo intransitivo, para indicar sobras.
Comi duas uvas e três laranjas das que ganhei. Restaram seis.

2) O mesmo raciocínio serve para o verbo resultar, que tem sido usado impropriamente como verbo de ligação, substituindo o verbo ser. Isso é fruto de espanholismo. Resultar deve ser usado como sinônimo de redundar, ser consequência lógica, dar resultado. Não se aceitam construções como 'resultou informado, resultou explicado, resultou mostrado, resultou resolvido'.